# جوني دونز
جوني دونز (بالإنجليزية: Johnny Downs)‏ هو ممثل أمريكي، ولد في 10 أكتوبر 1913 في بروكلين في الولايات المتحدة، وتوفي في 6 يونيو 1994 في كورونادو في الولايات المتحدة بسبب سرطان.

## وصلات خارجية
- جوني دونز على موقع IMDb (الإنجليزية)
- جوني دونز على موقع أول موفي (الإنجليزية)
- جوني دونز على موقع قاعدة بيانات برودواي على الإنترنت (الإنجليزية)
- جوني دونز على موقع قاعدة بيانات الفيلم (الإنجليزية)